# Кам'яна Могила

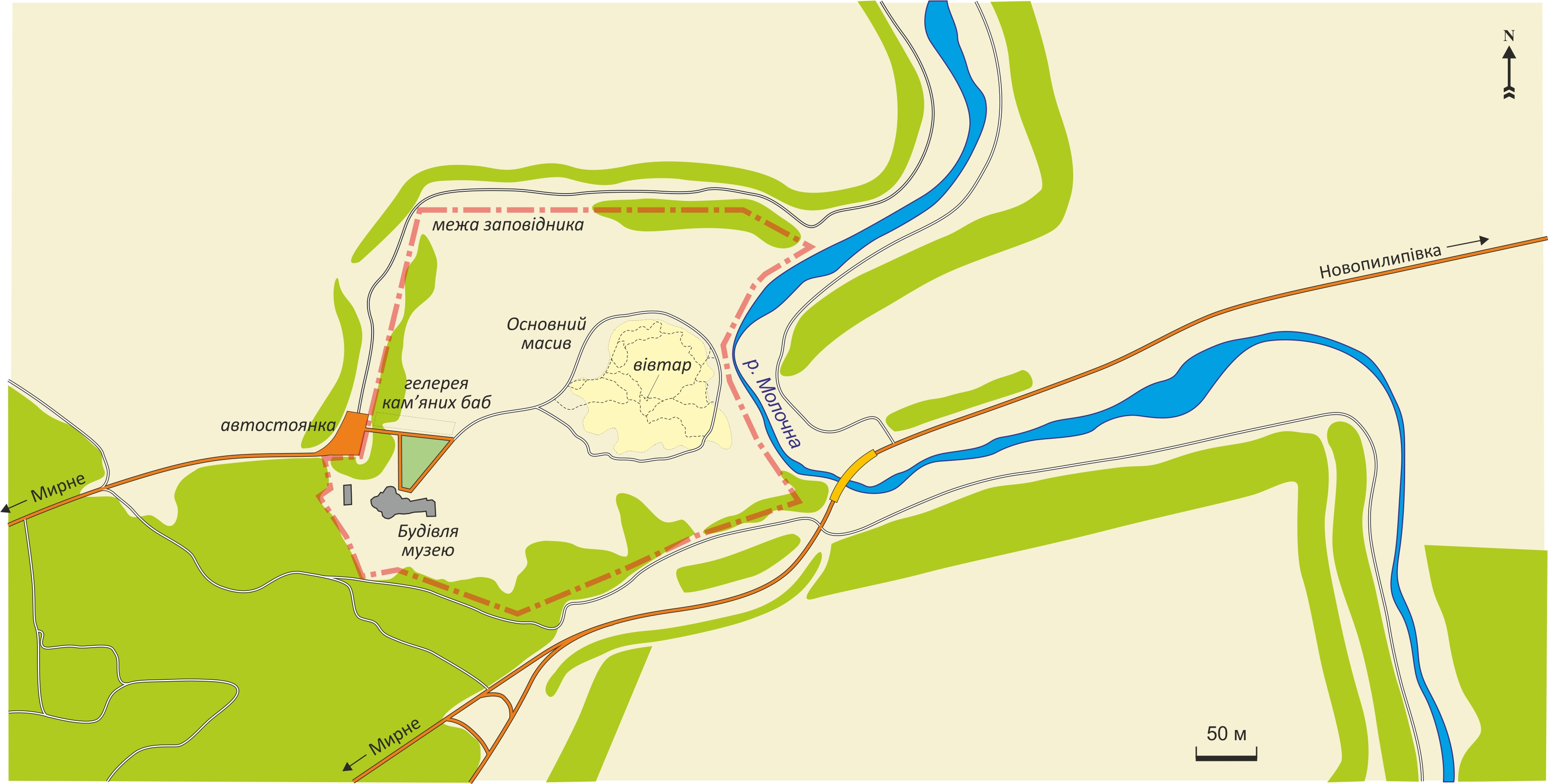
Схема заповідника

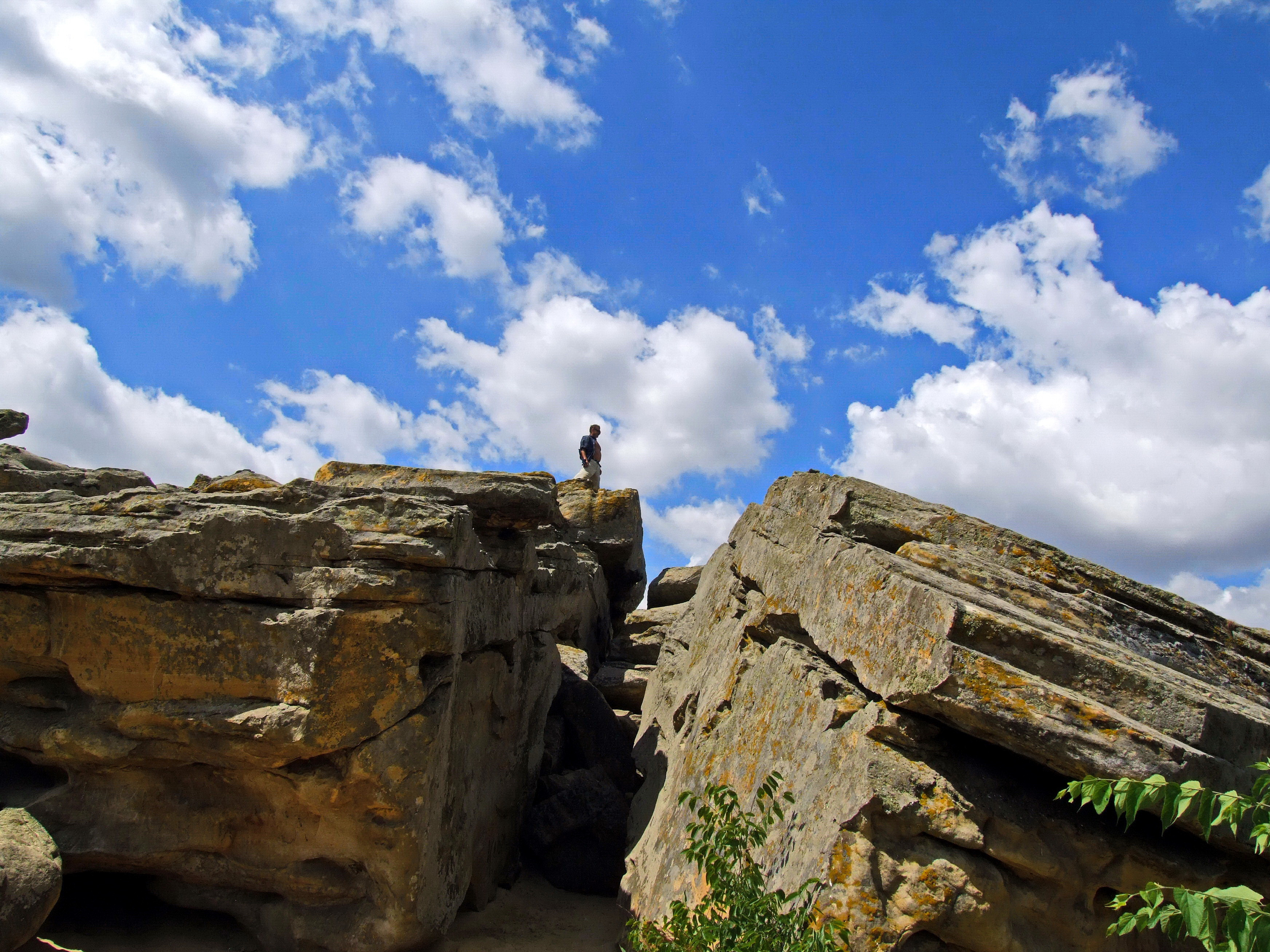
Кам'яна́ Моги́ла, історія в каменях

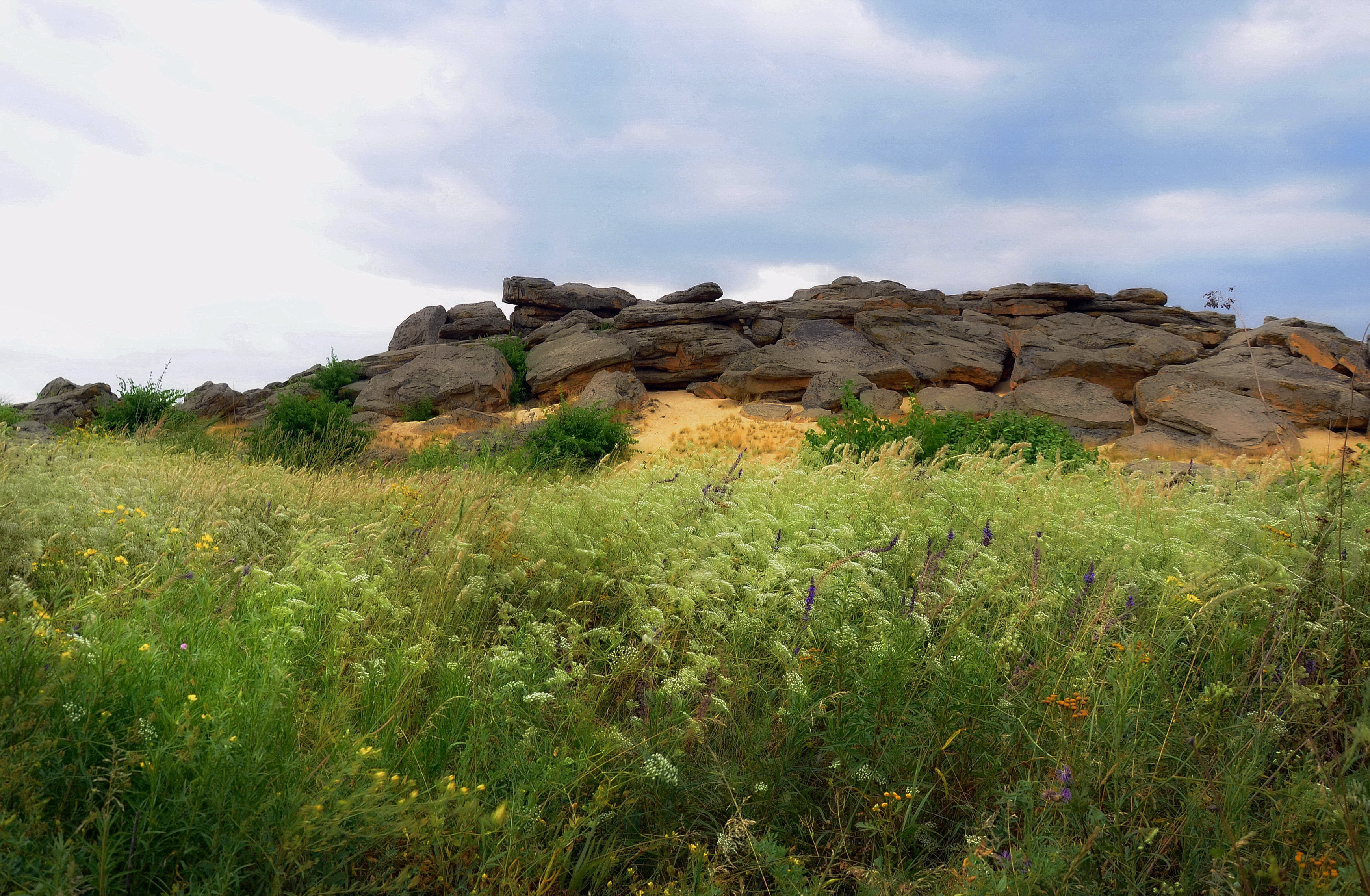
Поросла травою історія

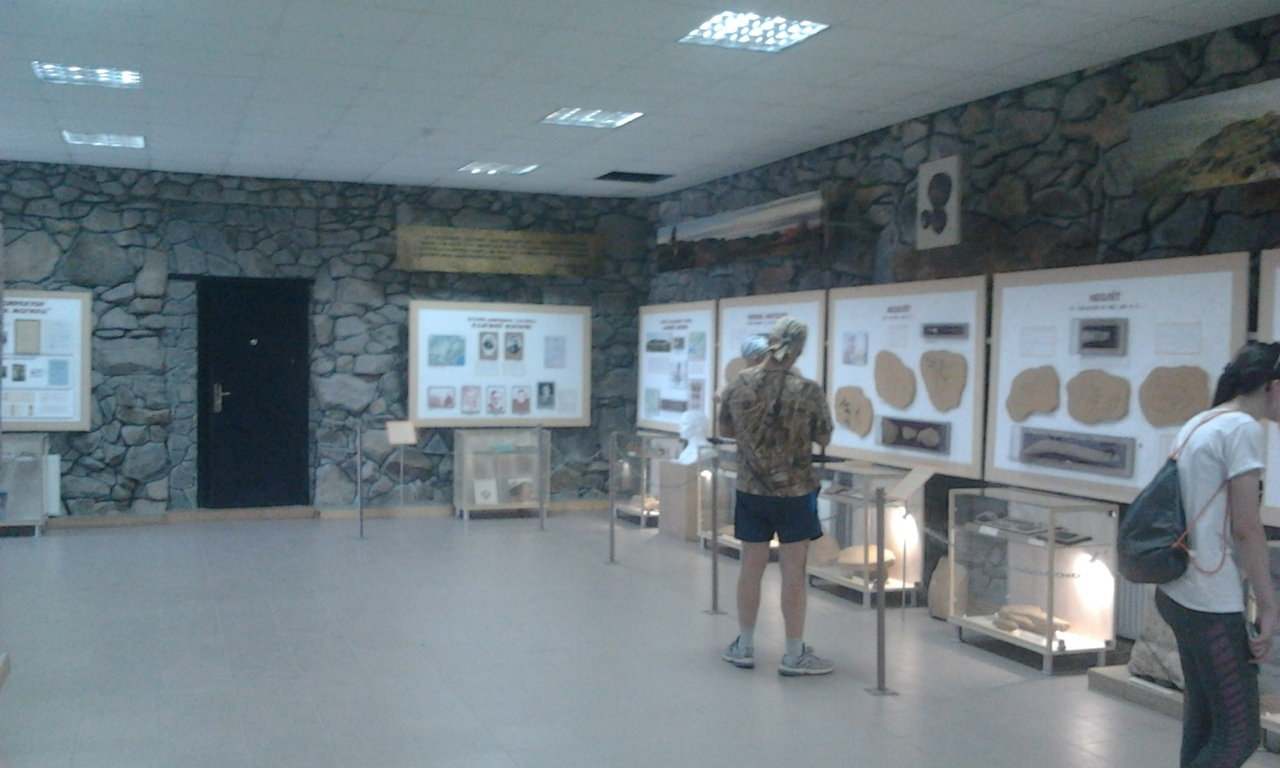

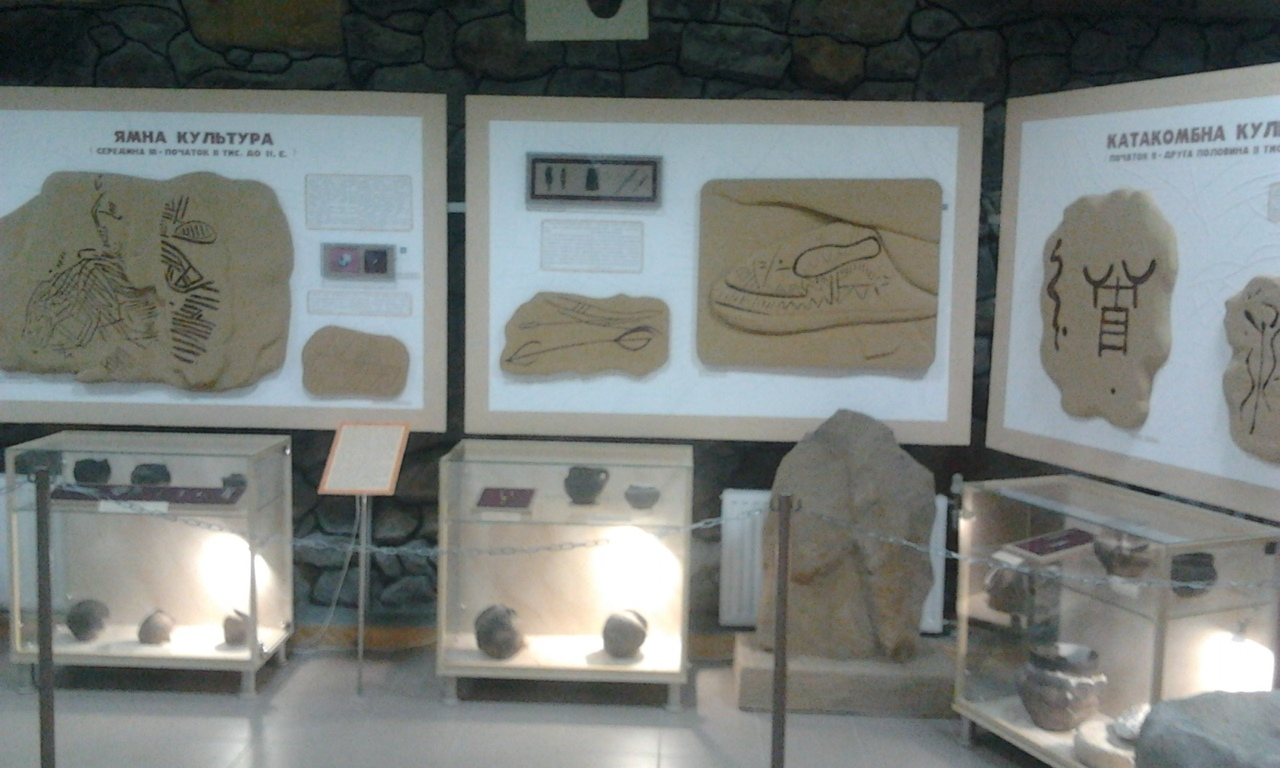

Ця стаття про заповідник «Кам'яна Могила» у Запорізькій області, поблизу Мелітополя. Існує також заповідник «Кам'яні Могили» у Донецькій області поблизу села Назарівка.
Кам'яна́ Моги́ла — світова пам'ятка давньої культури в Україні поблизу Мелітополя (смт Мирне) у Запорізькій області над річкою Молочною, з 2008 р. — Національний історико-археологічний заповідник. Пагорб, що тисячоліттями слугував людям вівтарем для відправлення язичницьких обрядів, містить декілька тисяч унікальних стародавніх наскельних зображень — петрогліфів. Хронологія петрогліфів охоплює величезний період від епохи пізнього палеоліту до середньовіччя (XXIV—XXII тис. до н. е. до X—XIII ст.), що робить пам'ятку унікальною.
Кам'яна Могила є природним утворенням, висота якого сягає 12 метрів. Вона займає площу розміром 1,6 га, на території якої розміщені близько 3 тисяч плит. Плити розташувалися не у випадковий спосіб: це правильно розвалений кам'яний панцир, а його печери і гроти стали зручними для культових цілей. На плитах залишали малюнки, які предки наносили не фарбою, а протирали шматком каменю. Ці протертості іноді вкривали мінеральними чорними і червоними фарбами.
Зважаючи на особливу цінність Кам'яної Могили як природного утворення, останець разом із прилеглою територією в 1963 році оголошено геологічною пам'яткою природи загальнодержавного значення «Кам'яна могила над р. Молочна» (Постанова Ради Міністрів УРСР від 07.08.1963 р. № 1180). 
Пам'ятка природи належить до переліку природно-заповідних територій, особливо важливих для збереження ландшафтного та біологічного різноманіття Запорізької області.
З 2006 року заповідник є претендентом на включення до списку об'єктів всесвітньої спадщини ЮНЕСКО.

## Геологічний нарис
У геологічному відношенні пам'ятка природи Кам'яна Могила, розташована на 16 км північніше міста Мелітополя, являє собою останець пісковику Сарматського моря (третинного періоду), з тріщинами й розломами, що привели до нагромадження плит і утворення великого числа гротів. Близько 12 млн років тому тут була піщана мілина, механізм намиття якої визначив особливості речовинного складу і неоднорідність (шаруватість) піску.
Потім тут виникло Понтійське море й утворилися вапнякові відклади (правий берег річки Молочної, с. Терпіння). З плином часу море змінила пустеля, відклалися червоно-бурі залізо-марганцеві глини. Надалі на цій місцевості утворилася западина річки пра-Молочної, води якої проникали углиб землі. Ймовірно, що саме в цей час інфільтровані підземні води відклали кременистий матеріал у міжзерновому просторі піску. Пісковик утворився монолітним кварцитоподібним, що важко піддається розпилюванню (за відомостями працівників музею). Надалі, за сформованими у пісковику тріщинами, відклалися зростки оксидів заліза і марганцю. Таким чином, сформувався локальний піщаний моноліт.
У період танення льодовика, що зупинився на широті міста Дніпра, стікаючі на південь води утворили долини річок і вимивини на правому березі річки пра-Молочної. Внаслідок природного поглиблення її русла великий острів кварцитоподібного пісковика виявився на поверхні долини, підносячись над навколишнім ерозійним ландшафтом. Саме процеси локального окременіння піску зумовили різко відмінні фізико-механічні властивості цього пісковика в порівнянні з прилеглими породами, схильними до процесів ерозії.
Внаслідок фізичного вивітрювання монолітний масив пісковика розколовся на плити певної потужності (звичайно близько 0,5 м), пов'язаної з товщиною шарів піску, відкладеного на початковій стадії формування об'єкта. Межі шарів фіксувалися тонкими нальотами глинистого матеріалу, що характеризують різку зміну режиму осадонакопичення. Гравітаційні процеси спричинили сповзання плит крихкого кварцитового пісковику, а неоднорідний розмив порід основи останця викликав додаткову концентрацію напружень в його масиві, що привело до численних розломів, просідань, химерного нагромадження плит і утворення гротів.
Потрібно відзначити властивість місцевого пісковика окиснюватися (оксиди заліза) і перетворювати поверхню на тверду кірку, яка в атмосферному середовищі не втрачає своїх міцнісних властивостей, що сприяло збереженню петрогліфів на плитах печер.

## Історія досліджень
Перша письмова згадка про унікальну пам'ятку історії і природи датується 1739 роком і належить учаснику російсько-турецької війни 1735—1739 рр., фельд-медику армії генерал-фельдмаршала Петра Лассі, доктору медицини, члену Німецької академії природодослідників Йоганну Якобу Лерхе, який написав у «Історії життя і подорожей Йоганна Якоба Лерхе» наступне:  
«Похід у Крим. 1739 рік
18 червня [підійшли] до витоку Молочної Води, у якому вода прісна; тут водяться риба і великі раки, завдовжки в п'ядь. Ловили також диких овець і кіз. 21 червня [підійшли] до річки Такмак, де вона впадає в Молочну Воду. 22 червня трапилася тривога й повтікали усі один від одного; проте татари не були помічені: повітряний вихор налякав коней. 24 червня [просувалися] уздовж Молочної Води; 25 червня [дійшли] до великої скелястої гори, що по той бік річки [Молочної], яку здалеку [можна було] прийняти за велике селище»…
У 1778 році біля Кам'яної Могили встановили поштову станцію. У 1793 році на мапі Мелітопольського повіту Таврійської губернії це місце позначалося «Камінь-Ююн-Таш», у перекладі з тюркського «камінь збору» (місце збору татарських орд для експансії на землі України та Польщі).
У 1837 році Петро Кеппен писав про пам'ятку:
|  | «Кам'яна могила. Так в Мелітопольському повіті називається горб, що складається з величезних куп пісковика, і знаходиться на правому березі річки Молочної… Навалені тут природою камені то виступають із землі вертикально, то, відхиляючись у протилежні боки, утворюють начебто навіси. У одному місці між скель, що обросли мохом, знаходиться проміжок на зразок вулиці… і тут-то колись був вхід до печери, у якій один з моїх провідників, що був в дитинстві пастухом і нерідко з товаришами тут проводив час, бачив на стінах написи, з яких один був завдовжки з аршин або більше, складаючи один рядок; в інших місцях були висічені окремі слова. Вхід до цієї печери занесений піском близько 1822 року.» |

Наприкінці XIX століття археолог Микола Веселовський, відомий своїми розкопками скіфських курганів, зайнявся дослідженнями кам'яного «кургану». Зазначимо, що аналогічно з горбами-курганами (давніми похованнями, могилами) дістала свою назву і Кам'яна Могила, хоча власне могилою вона не є. У «Звіті археологічної комісії» за 1890 рік М. І. Веселовський описує роботи по проникненню в печери, аналізує відкриті гроти і малюнки, прорізані на плитах стелі. У 1934—1938 рр. дослідження Валентина Даниленка і Отто Бадера дозволили виявити гроти з унікальними печерними зображеннями, що дало можливість краще зрозуміти побут і культуру народів, які у давнину населяли український степ. Сім польових сезонів (1951—1957 рр.) віддав вивченню пам'ятки Михайло Рудинський. За результатами досліджень він підготував монографію «Кам'яна Могила», яка привернула до пам'ятки увагу світової наукової громадськості. У 1961—1963 рр. роботу з вивчення Кам'яної Могили вів В. М. Гладилін, у результаті чого були відкриті нові гроти. Знову був вивчений грот Бика, де на глибині двох метрів на стелі нижньої плити були знайдені малюнки биків, людей, лінійно-геометричні креслення тощо.
Впродовж 1983—2006 років дослідження пам'ятки проводив Борис Михайлов. Результатом польових робіт стало відкриття 17 нових гротів та печер. Особливо серед них виділяються печери № 36-б (печера Бізона) та № 60 (печера Кози) з пізньопалеолітичними зображеннями мамонта, птиці, бізона, коней. Вперше на Кам'яній Могилі знайдені мезолітичні мальовничі зображення оленя, олениці, лучника та жінки, а в одному з гротів знайдена унікальна скульптура епохи бронзи — голова ведичного дракона Врітру. Примітним фактом стала знахідка пісковикових плит з зображенням стародавніх «письмен», які датуються VI — початком V тис. до н. е.
Дослідження вчених привели до відкриття 65 гротів та печер, на стелях яких виявлено декілька тисяч рідкісних наскельних зображень. Глибоко реалістичні малюнки дають уявлення про господарчу діяльність первісних людей Південної України, їх духовній культурі.

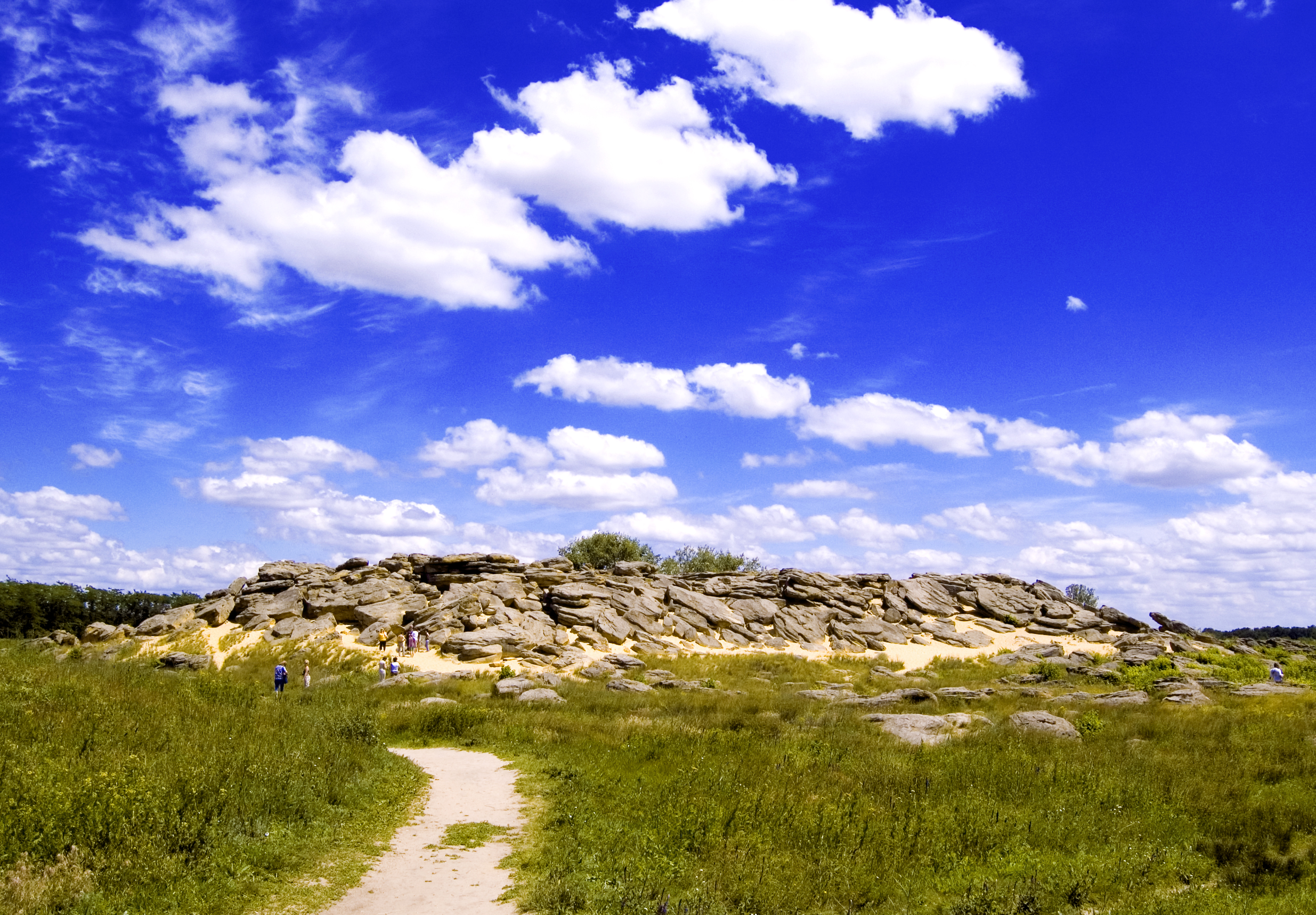
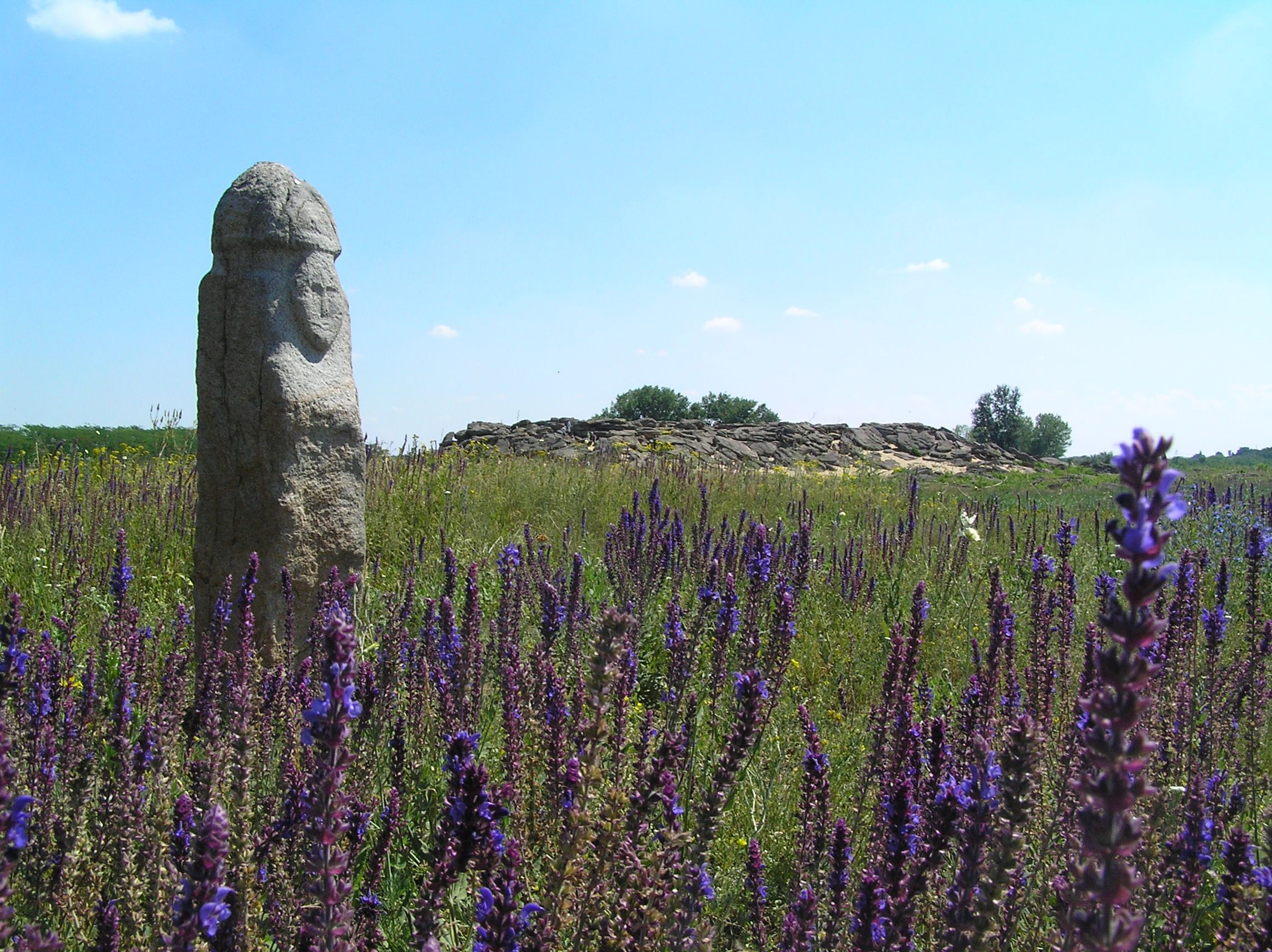
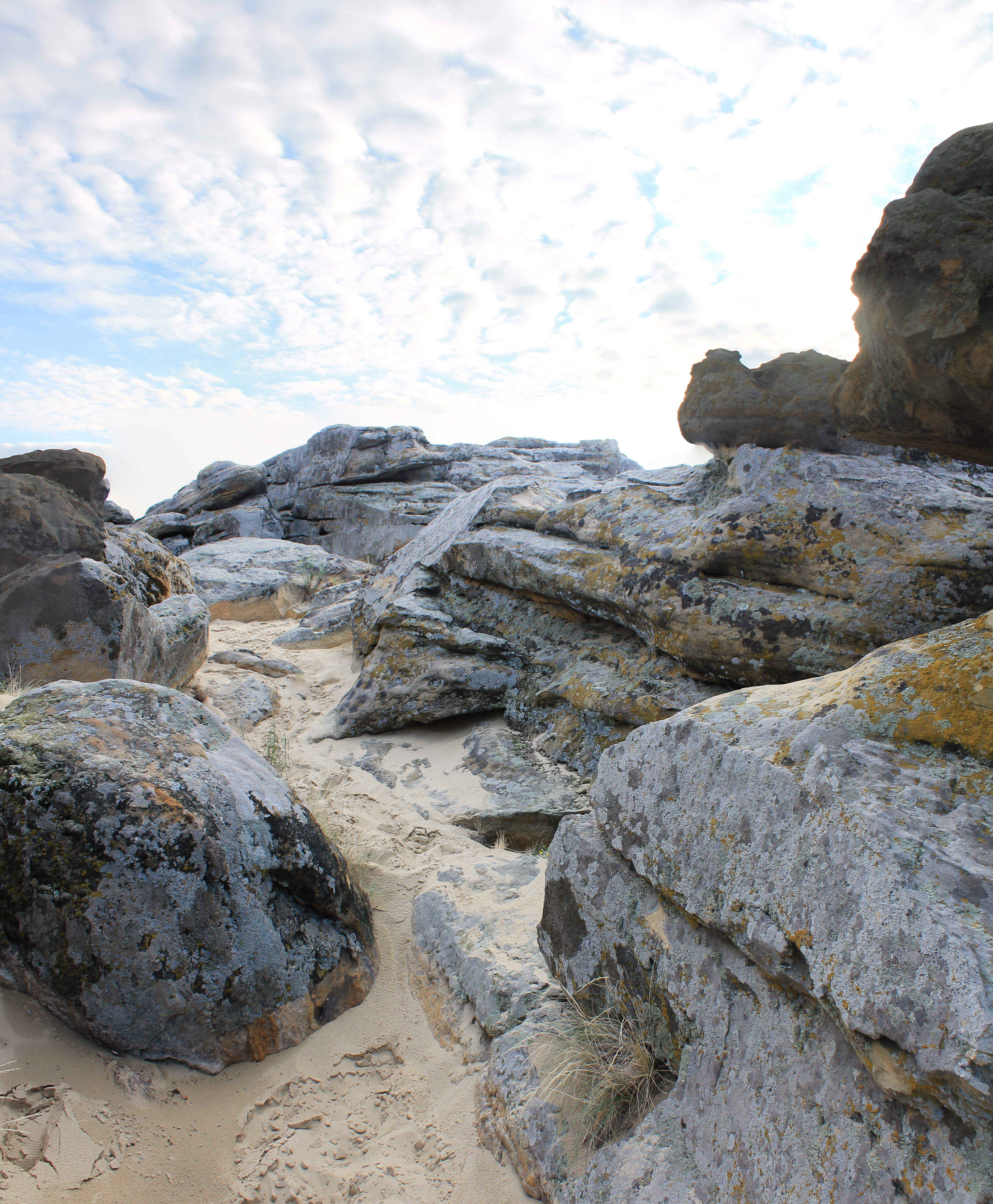
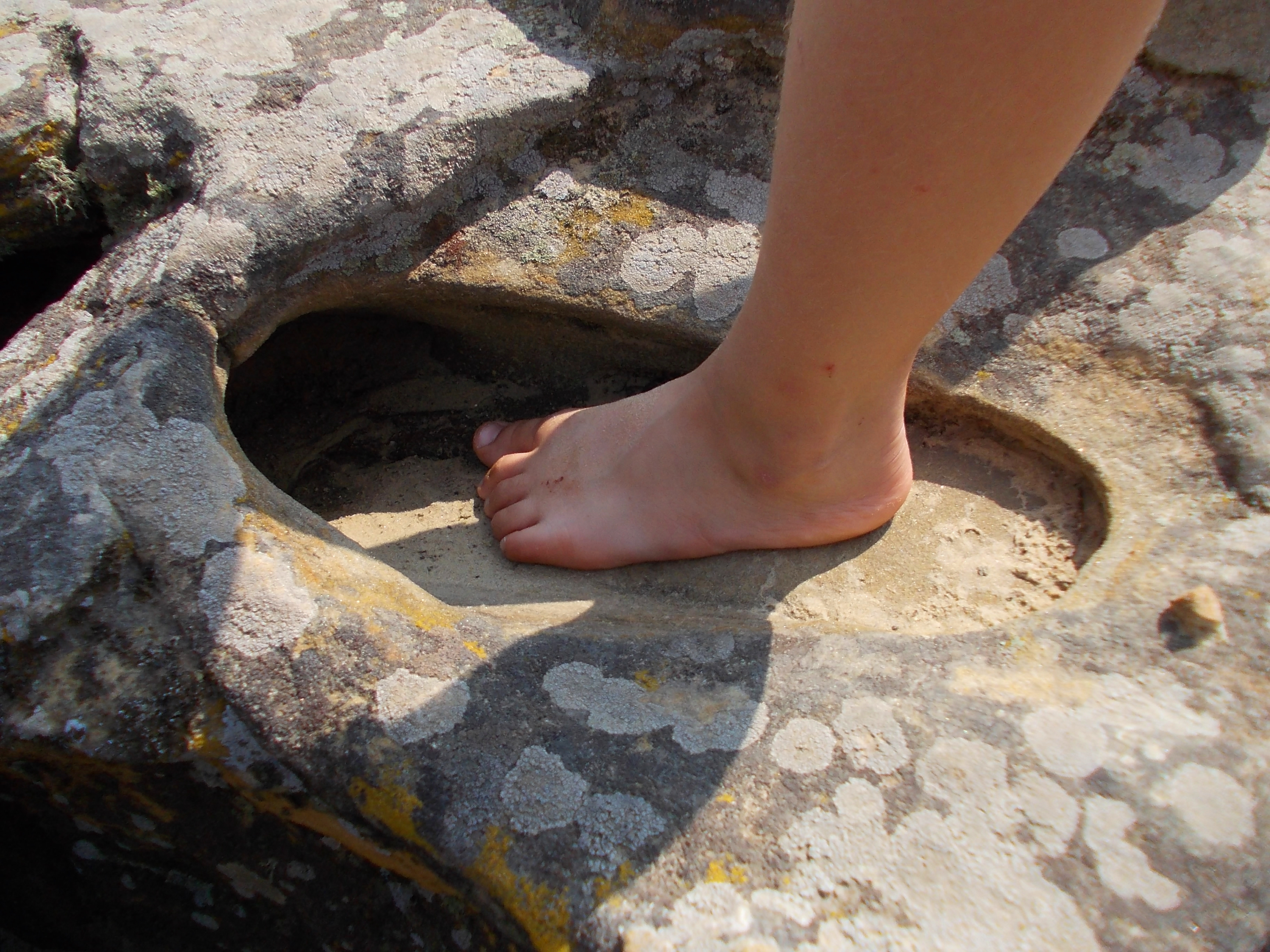
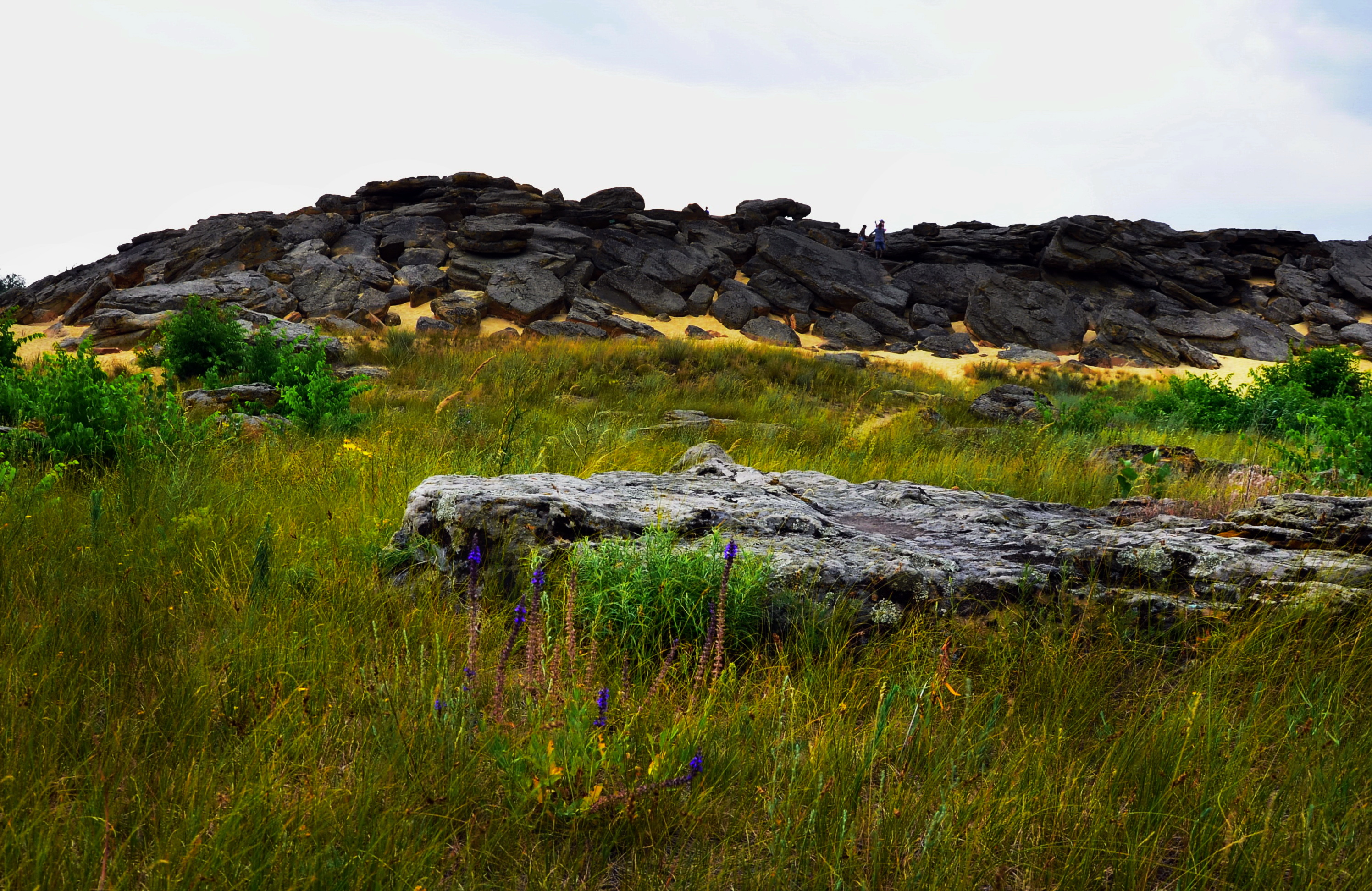
Кам'яна́ Моги́ла 2020 р
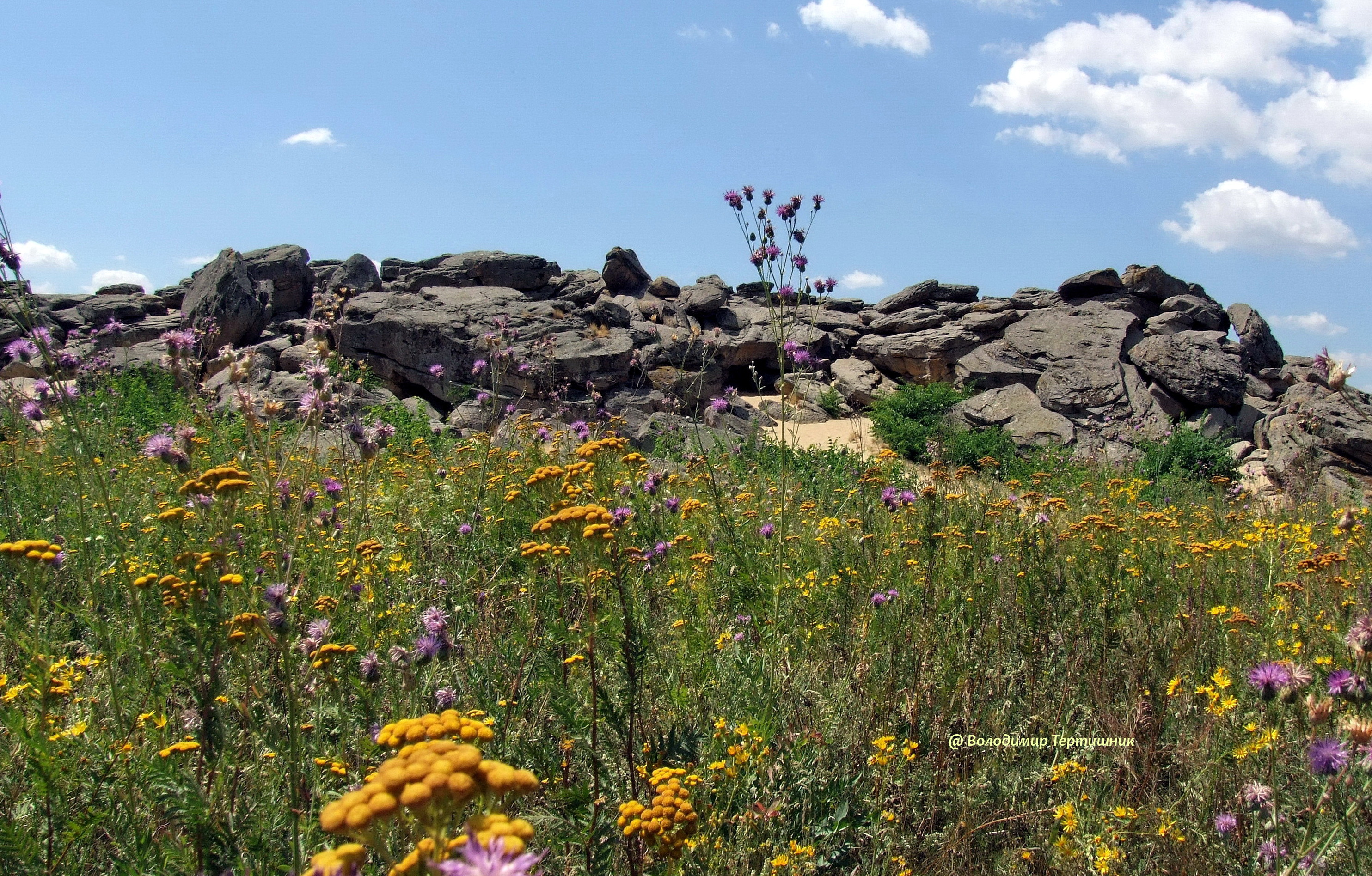
Різнотрав'я на вікових пісках Кам'яної могили
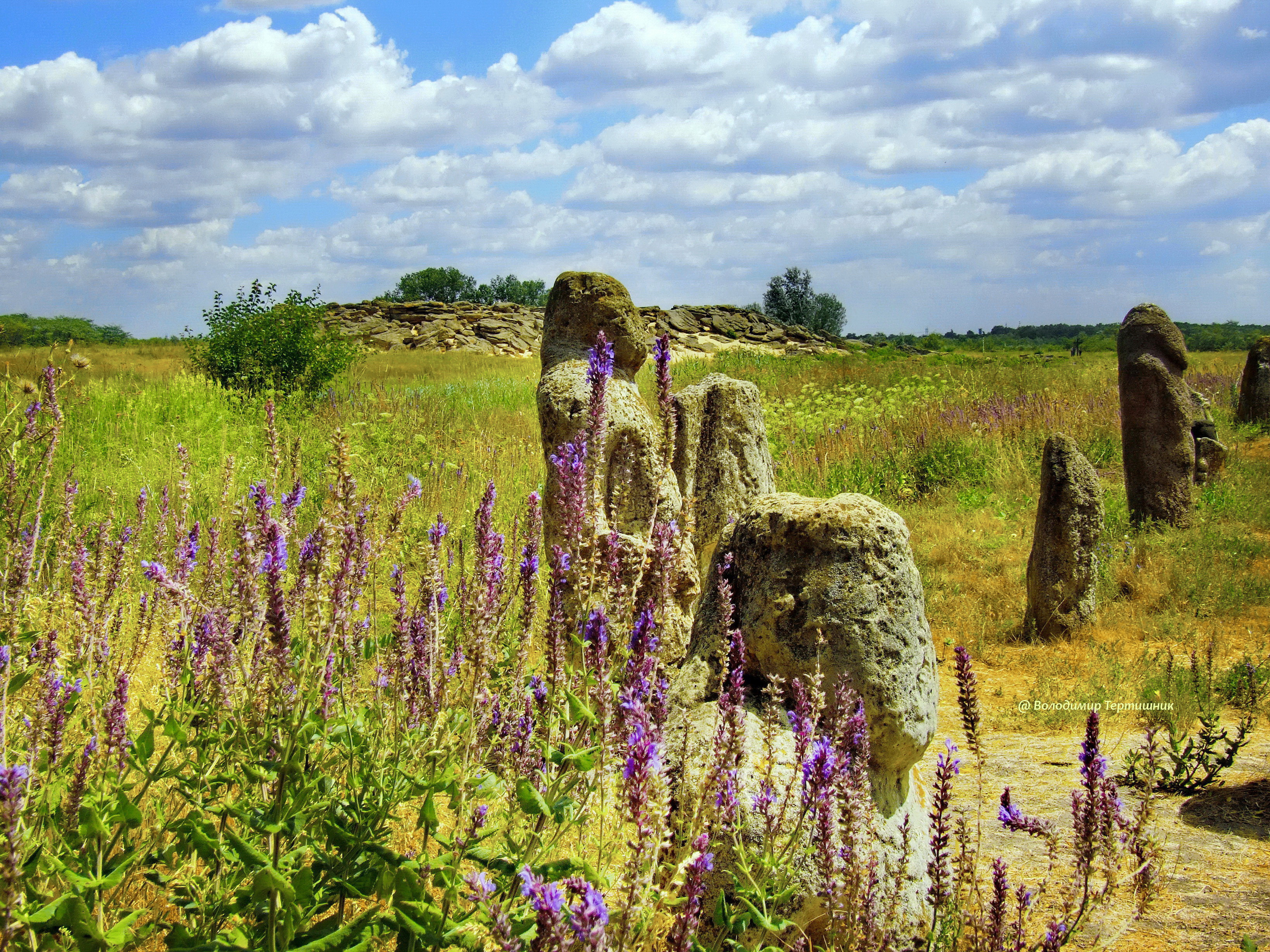
Скіфські воїни біля Кам'яної могили
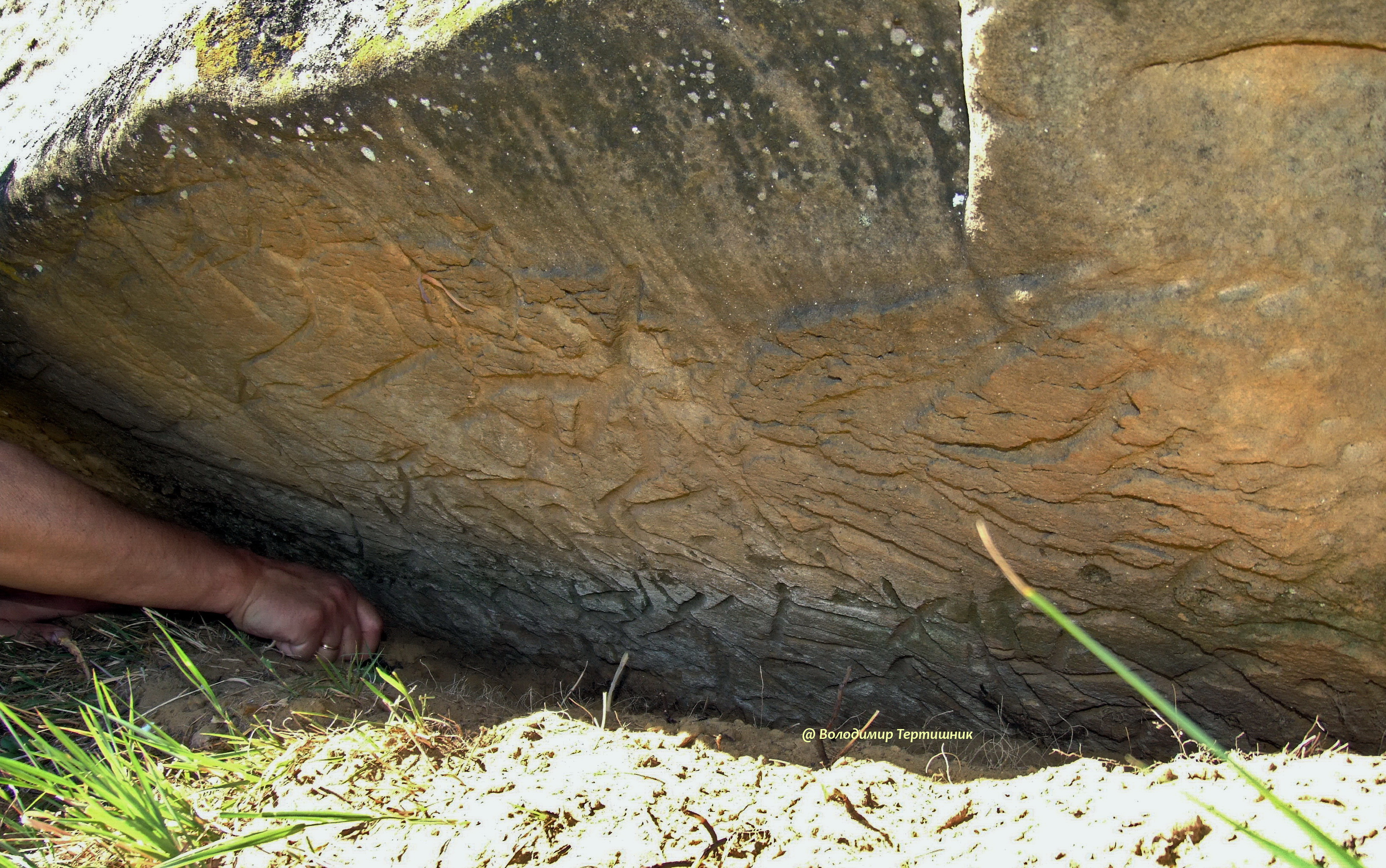
Пошук рун на  каменях історії

## Гроти Кам'яної Могили
Кам'яна Могила займає площу близько 3-х гектарів, висота останця сягає 12 м, кількість плит пісковику перевищує 3 тисячі. Великий кам'яний пагорб в степу приваблював давніх людей як явище надзвичайне, фантастичне; його виникнення залишалося для них таємницею. Очевидно, що саме з цих причин первісні люди обожнювали пагорб і перетворили його на місце поклоніння своїм богам, здійснення культових обрядів, зображення сакральних малюнків. Потрібно зазначити, що у давніх народів існував релігійний культ гори, яка ототожнювалася з житлом богів. Пізніше цей культ перейшов до цивілізованих народів (Олімп у Греції, «священна гора» японців Фудзі тощо).
Багаторічні дослідження Кам'яної Могили привели до відкриття 65 гротів і печер, на стелях яких виявлено кілька тисяч найрідкісніших наскельних зображень різних історичних епох (від пізнього палеоліту і мезоліту до середньовіччя). Гроти являють собою в основному невеликі (до 5—8 м), невисокі (1,2—1,5 м) скельні розколини з плоскими (або близькими до них) стельовими плитами. У наш час значна частина гротів заповнена піском (законсервована) для забезпечення збереження давніх петрогліфів.
Серед більшості малюнків, розташованих на тлі лінійно-геометричних композицій, добре простежуються зображення людини, диких і домашніх тварин, сцени полювання, танцю, злягання, чаклунства, солярні знаки тощо. Наскельне мистецтво Кам'яної Могили, по суті, є аналогом витворів первісних людей у печерах Західної Європи та інших країв, проте відрізняється переважанням мистецтва малих форм. Більшість малюнків наносилася на пісковик не фарбами (виняток — печера № 36), а протиралися шматком твердого каменю, утворюючи заглиблення у менш твердому пісковику, які лише іноді вкривалися мінеральними червоними і чорними фарбами. Поряд з наскельними малюнками в окремих гротах збереглися барельєфи і кам'яна скульптура (дракон, риби, лев, голова людини тощо).

## Петрогліфи
Особливу увагу й наукові дискусії викликають численні зображення, що на думку А. Г. Кифішина нагадують давні письмена, які датують дошумерським періодом. Зокрема, сучасний російський шумеролог А. Г. Кифішин стверджує, що він прочитав деякі написи з гротів Кам'яної Могили й датує їх VII—III тис. до Р. Х., а також знаходить паралелі з написами на глиняних табличках міста-держави Ур в Месопотамії (нині — Ірак) та шумерського міста Шуруппак на р. Євфрат. Крім того, науковець вважає, що виявив палеолітичну мапу річок України, на якій позначені Дніпро, Південний Буг, Дністер, Молочна. А. Г. Кифішин також вважає — Кам'яна Могила могла бути важливим святилищем протошумерських племен, збирачем важливої інформації для формування й розвитку багатьох етносів та культур.
На думку українського науковця І. М. Рассохи, більша частина надписів Кам'яної Могили має прямі паралелі зі стародавніми огамічними надписами Британських островів, германськими «гільчастими» рунами, давньослов'янськими «чертами і резами» тощо, тобто може бути пам'яткою найдавнішої сакральної писемності доби індоєвропейської єдності, а саме середньостогівської культури IV тис. до н. е.
Точне число гротів невідоме, розмальованих зон може бути більше, але попри те, що дослідження ведуться з тридцятих років XX століття, багато гротів і печери досі можуть залишатися засипаними піском. За нинішнього стану пам'ятки видалення піску може призвести до подальших обвалів брил пісковику.
Ні у самій Кам'яній Могилі, ні в безпосередній близькості від неї не виявлено людських поселень, які можна пов'язати з пам'яткою. На підставі цього дослідники роблять висновок, що Кам'яна Могила використовувалася виключно в культових цілях, як святилище. Окрім цього, практично всі зображення Кам'яної Могили нанесені на внутрішні поверхні кам'яних брил і їх можна спостерігати, лише проникаючи всередину гротів, лазів і печер, що також свідчить про їхню сакральність.
На деяких зображеннях збереглися сліди червоної фарби, якою вони були розфарбовані в давнину. Петрогліфи нанесені невеликими каменями твердих порід, які легко залишали сліди на м'якому пісковику. Декілька таких кварцових каменів були виявлені в процесі досліджень.
Таким чином, у малюнках і скульптурі печер Кам'яної Могили Річка Часу донесла до нас вірування і досягнення людини далекої старовини, які були «…одним з виявів того світорозуміння, яке склалося в кордонах широкого культурно-історичного поясу, що тягнеться через Старий Світ між Індією і Європейським узбережжям Атлантики» (М. Я. Рудинський).

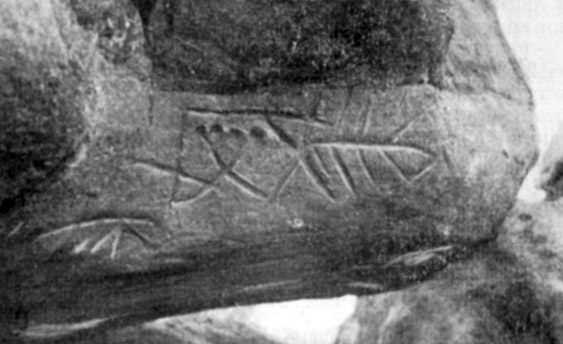
Панель №1
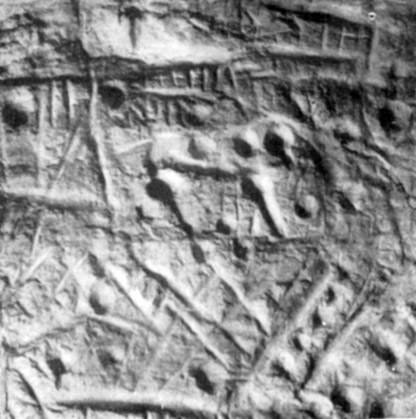
Грот №9, панель № 3 (фрагмент)
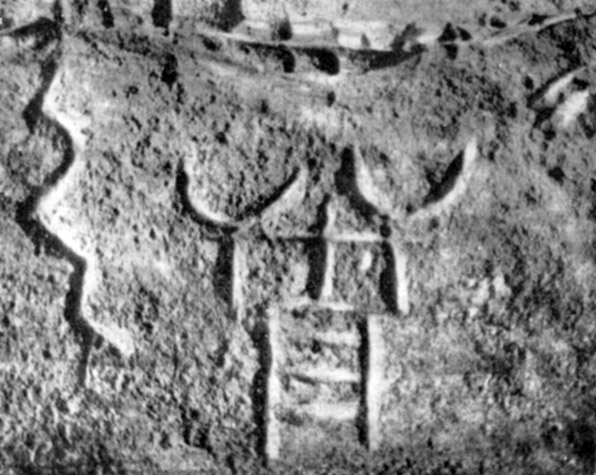
Панель №37/4, фрагмент з упряжкою биків (?)
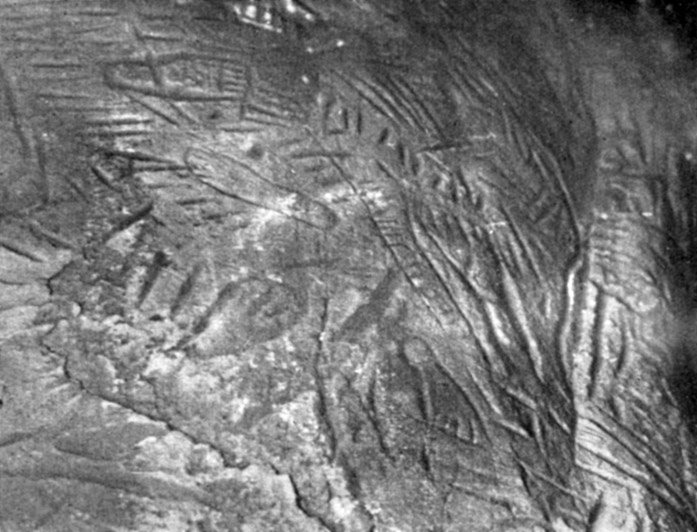
Панель №34а, «Плита слідів»

### Датування
Відсутність будь-якого додаткового археологічного матеріалу і унікальність багатьох зображень Кам'яної Могили змусила дослідників намагатися датувати пам'ятку, виходячи з різних трактувань самих петрогліфів. (У деякій близькості до Кам'яної Могили були виявлені палеолітичні, неолітичні поселення, а також поселення епохи бронзи, проте якого-небудь безпосереднього зв'язку з самою Кам'яною Могилою не виявлено). У п'ятдесяті — сімдесяті роки XX століття розгорнулася дискусія щодо датування зображень палеолітом, неолітом і навіть енеолітом. Палеолітичне датування відстоював в основному В. Даниленко і О. М. Бадер (принаймні на ранній стадії досліджень), М. Рудинський і інші дослідники дотримувалися неолітичного датування. Дискусія, по суті, звелася до того, чи є один з найбільших петрогліфів зображенням мамута або бика (мамут свідчив би на користь палеоліту, а бик на користь неоліту). Учасники дискусії померли в сімдесяті-восьмидесяті роки, залишившись при своїх думках, продовжуючи, кожен по-своєму, називати грот зі спірним зображенням «Грот бика» і «Грот мамута».
Разом з цим деякі дослідники відзначали можливість використання святилища і протягом палеоліту, а потім і за часів неоліту, а деякі відкидали таку можливість. Зокрема М. Я. Рудинський звертав увагу, що в Кам'яній Могилі не виявлено слідів накладення нових зображень на старі, що свідчить радше про нанесення петрогліфів однієї культури протягом однієї історичної епохи. Дискусія про датування пам'ятки спонукала деякі довідники і енциклопедії називати Кам'яну Могилу пам'яткою мезоліту, тобто датувати її петрогліфи періодом між палеолітом і неолітом, що швидше за все помилково.
Серед багатьох наскельних малюнків тут чітко простежуються зображення людини, диких і свійських тварин. Як правило, їх видряпували шматками твердого каменю. Подекуди первісні митці покривали ці малюнки червоними і чорними мінеральними барвниками. Печера Кози, гроти Бика і Дракона, двометрова кам'яна фігура людини-риби… І всюди — зображення Дерева життя, символу родючості і вічності.
Люди залишали тут свої «автографи» починаючи з епохи кам'яної доби (22—14 тисячоліття до нашої ери). Розмальовували стіни і в добу бронзи, і пізніше. Тут знайдено залишки стародавніх жертовників. За малюнками можна простежити первісні релігії — тотемізм, магію, анімізм, фетишизм, культ предків… Роль храму, що об'єднував три світи (небесний, земний і підземний), ця степова пам'ятка поблизу Мелітополя у Запорізькій області виконувала упродовж багатьох тисячоліть для різних племен і народів, що пройшли теренами сучасної України.
У вивченні цієї пам'ятки, яку багато хто[джерело?] вважає визначнішою, ніж «сім чудес світу», археологія дала змогу відповісти на низку питань щодо розвитку духовної культури, її фундаменту та коріння багатьох народів Євразії.
Існують версії, що тутешні наскельні написи були першими зразками писемності людства: деякі вчені[джерело?] дотримуються гіпотези, що мелітопольські петрогліфи на півтори-дві тисячі років давніші за всесвітньо відомі месопотамські глиняні таблички.
Про цей «природний храм» над річкою Молочною широкий загал знає ще дуже мало, до нього не ходять рейсові автобуси. Попри це, щороку «острівець серед степу» відвідують понад 30 тисяч туристів.
Заслужений працівник культури України Борис Михайлов, перший директор Національного історико-археологічного заповідника «Кам'яна Могила», понад 40 років свого життя присвятив дослідженню цієї пам'ятки (див., напр.).

## Сучасний стан

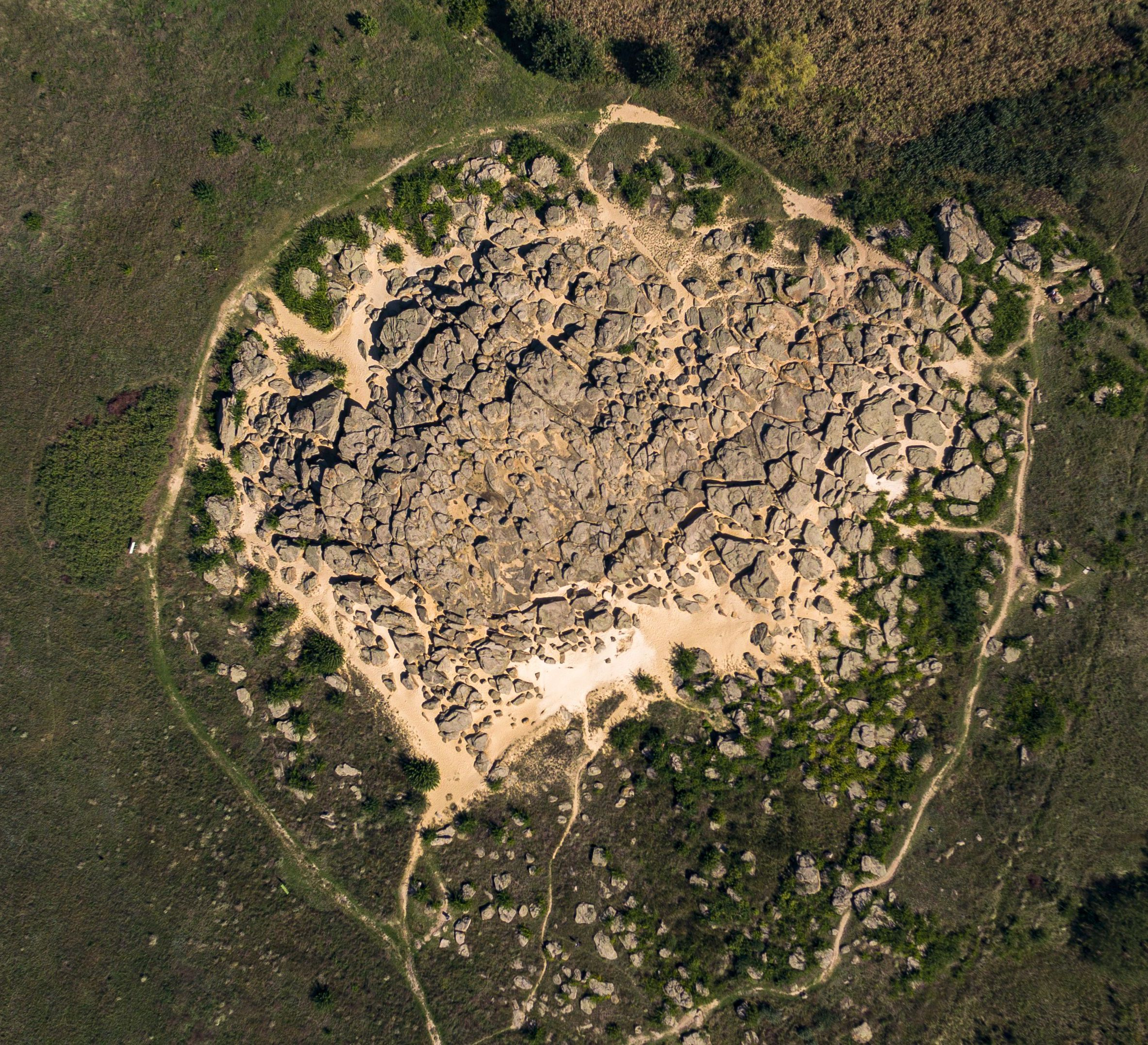

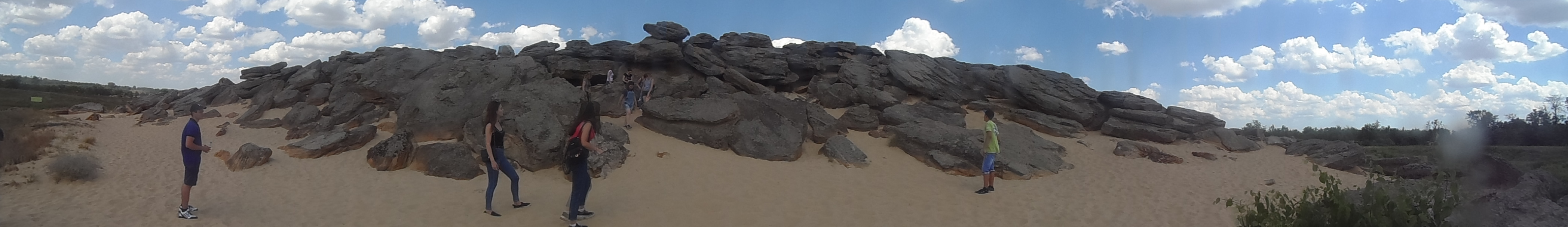

Хоча багато аналогічних пам'яток з метою збереження захищаються спеціальними спорудами (наприклад, Чатал-Гьоюк у Туреччині), Кам'яна Могила, як і раніше, лежить просто неба, і для її збереження не вживається майже ніяких заходів. Разом з цим багато дослідників протягом XX століття відзначали поступове руйнування петрогліфів (Даниленко, Михайлов, Кифішін). Вивчення пам'яток відбувається як за замальовками та гіпсовими зліпками, які були зроблені ще у 40-50-ті роки, так і безпосередньо у гротах, печерах, лабіринтах, відкритих Борисом Михайловим.
У вересні 2008 року Указом Президента України № 815/2008 заповіднику надано статус національного. Відтоді його офіційна назва — Національний історико-археологічний заповідник «Кам'яна Могила».
Кам'яна Могила потрапила у перелік «7-ми чудес» України 2015.
Навесні 1997 року відбувся фестиваль авторської пісні «Біля Кам'яної Могили».

### Російсько-українська війна
Від лютого 2022 року Кам'яна Могила перебуває в російській окупації. У листопаді 2022 року окупаційна влада оголосила про підпорядкування заповідника федеральному музею-заповіднику «Херсонес Таврійський». Останній розташований на території окупованого Кримського півострова.  У травні 2023-го року окупанти вивезли у Севастополь 120 археологічних артефактів з Камʼяної могили. А на місці самого заповідника, за інформацією Запорізької ОВА, росіяни облаштували полігон.

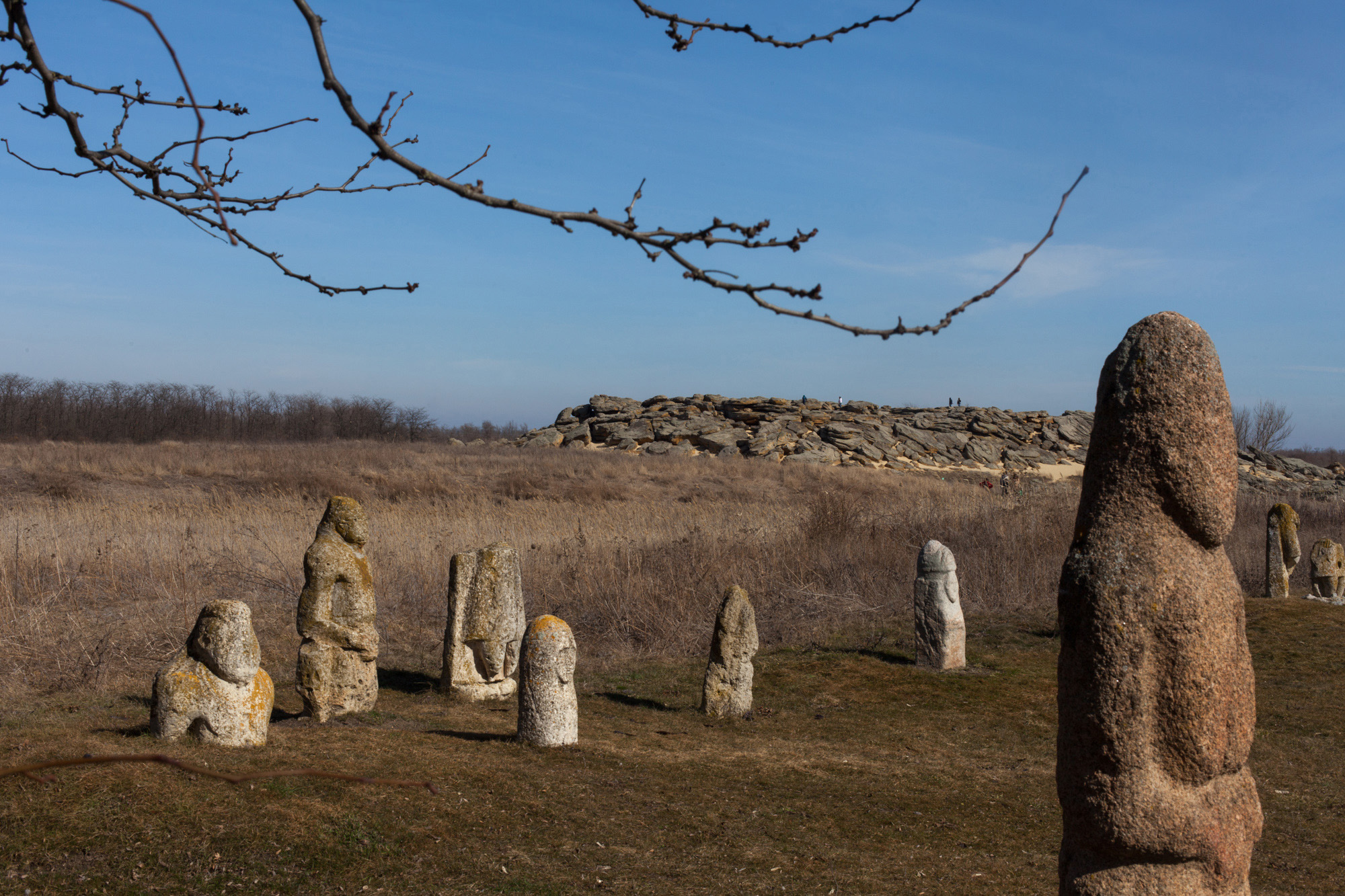
Кам'яна могила. Загальний вигляд
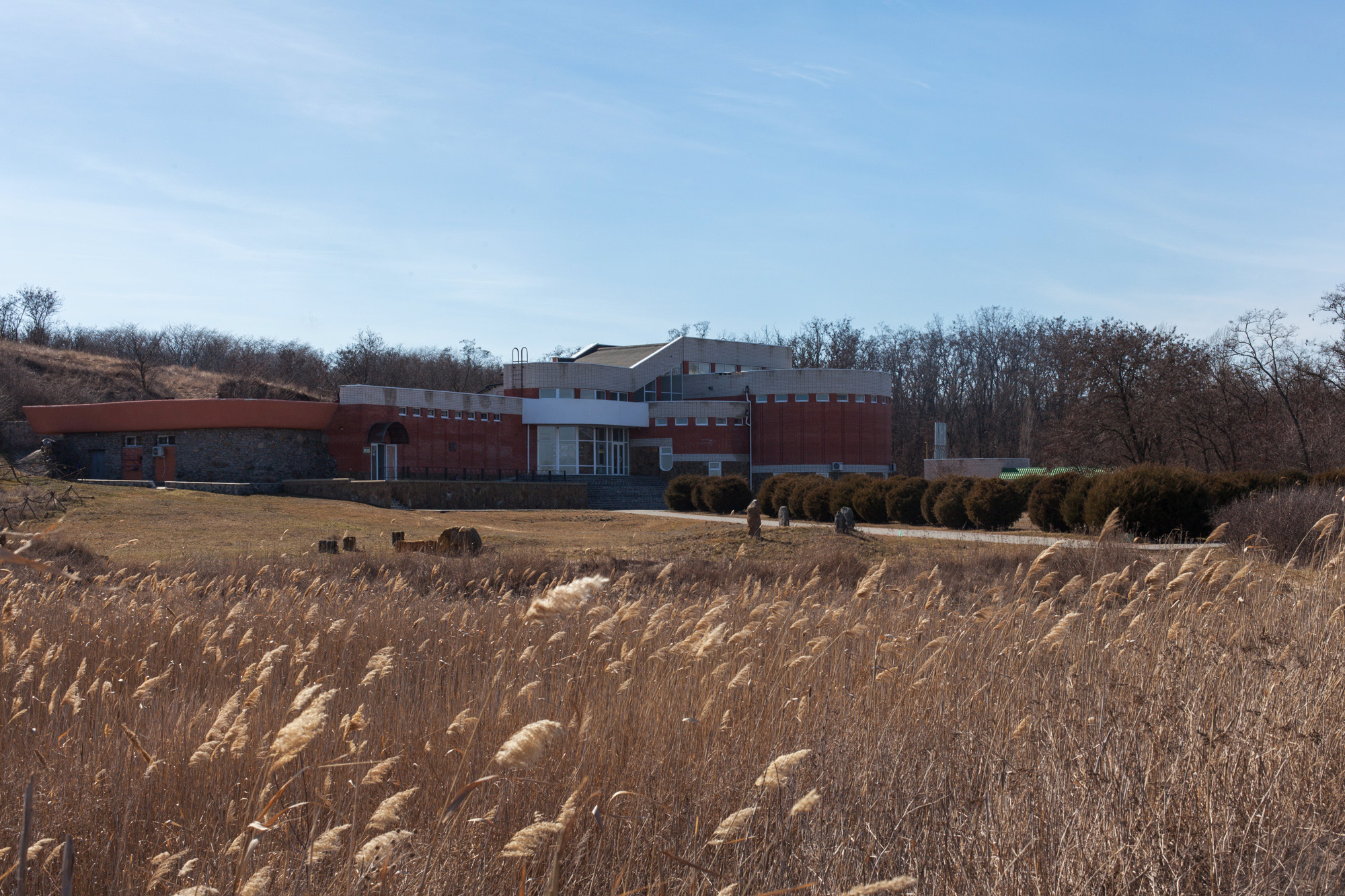
Будівля музею заповідника «Кам'яна могила»

### відео
- МОГИЛА ТІНЕЙ / Петрогліфи і тайни Кам'яної Могили (2021) на YouTube, 44 хв
- До Кам'яної могили приїжджав Далай Лама? [Архівовано 11 серпня 2020 у Wayback Machine.] 2019 на youtube, 9 хв
- Загадка Кам'яної Могили [Архівовано 2 березня 2020 у Wayback Machine.] 2015 на youtube, 45 хв
- Кам'яна могила — колиска цивілізації — Відеонарис K1 на YouTube[недоступне посилання з 26.05.2019]